# Kosakenbrot

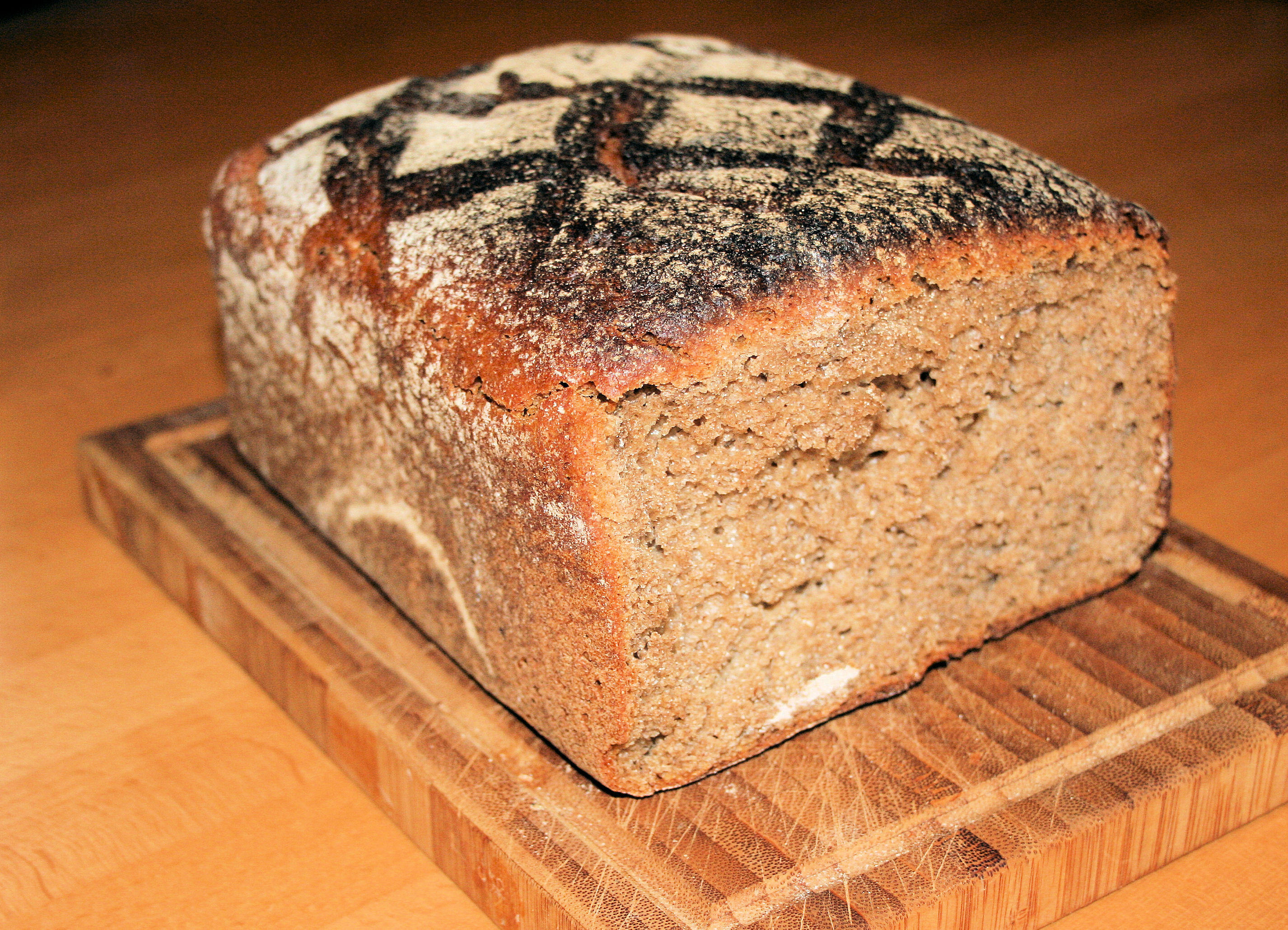
Unangeschnittenes Kosakenbrot

Kosakenbrot ist ein mit Sauerteig gebackenes Roggenmischbrot mit veränderlichen Anteilen an Roggen- und Weizenmehl. Es wird in Kastenform oder zu mehreren im Holzrahmen gebacken, wodurch sich nur oben eine rustikale Kruste bildet, die vor dem Backen grob eingekerbt wird. Der Backofen wird auf 250° vorgeheizt und das Brot dann bei 210° etwa 60 Minuten gebacken. Der Brennwert wird je 100 g mit 699 kJ (167 kcal) angegeben.